# Fag T4
El fag T4 és un bacteriòfag T que infecta el bacteri Escherichia coli. La lletra «T» en la seva denominació fa referència a la cua (tail en anglès). És un virus dels anomenats «virulents» perquè lisen o maten la cèl·lula en què penetren per replicar-se.
Es un virus d'ADN de doble cadena de la família Myoviridae. Està molt relacionat amb els fags T2 i T6, no tant ben estudiats com el T4. És un virus d'estructura complexa, amb un «cap» en forma d'icosaedre allargat unit a una «cua» mitjançant un «coll» amb «collar»; la cua està formada per un tub helicoidal i acaba en la placa basal, amb unes fibres basals llargues.
La seqüència completa del genoma del fag T4 conté 168.903 parells de bases i codifica uns 300 productes gènics, dels quals, 250 són proteïnes. Aquests virus virulents es troben entre els virus més grans i complexos coneguts i un dels organismes model millor estudiats. Han tingut un paper clau en el desenvolupament de la virologia i la biologia molecular.
El seu cicle vital (des que entra al bacteri fins a la seva destrucció) dura vora de 30 minuts (a 37 °C) i consta de:
- Adsorció i penetració (s'inicia immediatament).
- Segrest de l'expressió gènica de l'hoste (s'inicia immediatament).
- Síntesi d'enzims (s'inicia al cap de 5 minuts).
- Replicació d'ADN (s'inicia al cap de 10 minuts).
- Formació de virus (s'inicia al cap de 12 minuts).

El fag T4 té algunes característiques úniques com:
- Introns a l'estil eucariota.
- Alta velocitat de còpia d'ADN amb només 1 error cada 300 còpies.
- Mecanismes especials de reparació.